# 3224 Irkutsk
3224 Irkutsk eller 1977 RL6 är en asteroid i huvudbältet som upptäcktes den 11 september 1977 av den rysk-sovjetiske astronomen Nikolaj Tjernych vid Krims astrofysiska observatorium på Krim. Den har fått sitt namn efter den då sovjetiska staden Irkutsk.
Asteroiden har en diameter på ungefär 24 kilometer.